# عبد الرحيم نبولسي
عبد الرحيم نبولسي (ولد 1965، مراكش) فقيه ومقرئ ولغوي مغربي، رئيس مركز الإمام أبي عمرو الداني للدراسات والبحوث القرائية المتخصصة بمراكش. وشيخ مقرأة الإمام الزيات، تخرج على يديه في القراءات العشر الصغرى والكبرى عدد من طلبة العلم في المشرق والمغرب، من بينهم سعيد الكملي و أحمد منصور ،  وهو إمام ومرافق علمي لوالدة ملك المغرب محمد السادس.
كما شغل منصب أستاذ توجيه القراءات بكلية اللغة العربية بمراكش وأستاذ النحو والصرف بكلية اللغة العربية بجامعة أم القرى بمكة المكرمة. وأستاذ القراءات بمعهد الإمام الشاطبي بجدة.

## مسيرته

الشيخ في إحدى المؤتمرات القرآنية

ولد بمدينة مراكش ، سنة 1965 ميلادية، وبعد عام من عمره بعث به والده إلى جده ليشب في أصول القرى العربية (قرية أولاد حشاد بزمران الشرقية) من أعمال مراكش فتعلم الهجا والمفصل بالطرق العتيقة على اللوح شأن سائر الراغبين، وذلك على يد الشيخ كبّور.
ثم عاد إلى مراكش في سن السادسة من أجل المدرسة، وأتمَّ حفظ القرآن على يد والده الشيخ عبد السلام، والشيخ المصطفى البحياوي بروايتي ورش وحفص، صحب ذلك قراءة أصول الشاطبية، وألفية ابن مالك وأجزاء الصحيحين، ونخبة الفكر، والطحاوية، والواسطية، وعقيلة أتراب القصائد، وناظمة الزهر، ونونية السخاوي، ورائية الخاقاني، وغيث النفع للصفاقسي، كما صحَّح التجويد أيضاً على يد الشيخ أبي عبيدة برواية حفص من طريق الطيبة، وعليه حضر التفسير وصحيح البخاري في الحِلَق، كما قرأ النحو بالألفية على الشيخ بن علاّّل، والبلاغة على الشيخ ناجح، والشيخ عبد الرزاق المؤقت الفلكي، و'التوقيت على الشيخ راغب، والفقه بالعاصمية على الشيخ شراع والشيخ الصالحي، والفرائض أيضاً عليه، وحضرها أيضاً على أبي الخير، والأصول والفقه أيضاً على الشيخ أحمد ملاح، والحديث على الشيخ بازي، والشيخ الإدريسي، والبلاغة أيضاً على الشيخ عبد السلام المسيوي، والنحو والتصريف على الشيخ الدكتور أحمد البزار، والشيخ الدكتور أحمد بغدادي، وأصول الفقه أيضاً وفقه السيرة والفقه المقارن على الشيخ الوافي المهدي، وفقه اللغة على الشيخ البايك، وتوجيه القراءات على الشيخ الدكتور الحسن وجّاج، والمعجمات على الدكتور عبد العلي الودغيري , وبعض كتاب سيبويه على الشيخ الدكتور أحمد العلوي , والمزهر للسيوطي على الدكتور العطار، وفي النحو والصرف على الشيخ الدكتور محمد إبراهيم البنا، والشيخ الدكتور سليمان بن إبراهيم العايد، كما سمع من الدكتور أمجد الطرابلسي , والشيخ ناصر الدين الألباني , والشيخ أحمد الشرقاوي إقبال، والشيخ علال العشراوي شيخ القراءات في وقته بسيدي الزوين قرب مراكش , كما أخذ بعض السبع على الشيخ ألبنا ببلدتنا السابقة , والتقى بالشيخ الهلالي شيخ القراءة بمكناسة , كما التقى بالشيخ مكي بن كيران شيخ القراءة بفاس عند أخذهما سوياً عن الشيخ عبد الغفار الدروبي الجد بمكة المكرمة , ثم رحل إلى المشرق، وقرأ القرآن على الشيخ عبد الفتاح عجمي المرصفي.
وقرأ على الإمام الكبير محرر الفن ومسند الدهر فضيلة الشيخ أحمد عبد العزيز الزيات ختمات عدة بالمدينة المنورة وبالقاهرة , آخر هذه الختمات ختمة العشر الكبرى بالطيبة مع التحرير من تنقيح فتح الكريم وشرحه، وأجازه بذلك كله، كما أجاز له الشواذ من المنتهى، وقرأ أيضاً ختمات عدة بالعشر من طريق الشاطبية والدرة على العلامة النحرير والحافظ الكبير التقي الولي عبد الغفار الدروبي الجد، وأجاز له بذلك كله , كما قرأ بالعشر من طريق الشاطبية والدرة على المسند الكبير الفاضل النحرير بكري الطرابيشي وأجاز له ذلك، كما أجاز له بكل ما تصح روايته عنه، كما أجاز له الشيخ مالك السنوسي , وعنه أيضاً في السنن والمسانيد والمسلسلات والتفاسير والسير إلى غير ذلك، كما قرأ بالإفراد على شيوخ كثيرين , كما حصل على شهادة الدكتوراه في اللغة والنحو والصرف.

## الإنجازات العلمية

### التحقيق
- تحقيق: كتاب فرائد المعاني في شرح حرز الأماني لابن آجروم الصنهاجي، وهو موضوع دكتوراه الدولة.
- تحقيق: كتاب القول الفصل في اختلاف السبعة في الوقف والوصل لأبي زيد عبد الرحمن القاضي المكناسي، وهو موضوع دبلوم الدراسات العليا.
- تحقيق: نظم البارع في قراءة نافع لابن آجروم.
- تحقيق: نظم ألفات الوصل له.
- تحقيق: نظم الاستدراك على هداية المرتاب لابن آجروم.
- تحقيق: كتاب نثر المرجان في رسم نظم القرآن للاركاتي.
- تحقيق «إيجاز البيان في قراءة ورش بن عبد الرحمن» لأبي عمرو الداني.

### الدراسات والمؤلفات
- سلسلة نظرية الاحتمال في مرسوم الإمام.
- العلل البينة في وجه حذف الألف اللينة.
- بيان ما انحذف حشواً من الألفات.
- سياق شاذ القراءة وما إليه من مآخذ كتاب سيبويه.
- الضرائر الشعرية وصلتها بالواقع اللغوي.
- دراسة مقارنة بين التصور اللهجي القديم وآثاره على ألسنة المُحدثين في الجزيرة العربية.
- حرف أبي عمرو من رواية سيبويه.

### المنظومات والمتون
- الفريدة في آداب جمع القراءات المجيدة.
- الأفنونة في القراءات العشر بطريق الإفراد.
- الفنن الأورق في تحرير خلف ورش من طريق الأزرق.
- الأوجه المقدمة في الأداء حين الجمع للعشرة القراء.
- النظم الأمجد في ما هية أبجد.
- نظم في حذف ألف بسم الله وطول بائه.
- نظم في مثلث قطرب.
- النظيم الماتع في الأوجه المقدمة للسبعة عند المفرد والجامع.
- النُظُم الصَّيِّبة في تفصيل ما أجملته الطيبة.
- سلسلة نظم النكت النحوية والصرفية.